# Notre-Dame de Warraq
Notre-Dame de Warraq est l'appellation d'une prétendue apparition de Marie Mère de Dieu, suivant un phénomène qui se serait déroulé dans le quartier d'Al-Warraq,, commune de Gizeh, dans la nuit du 10 au 11 décembre 2009. Marie serait apparue sur le toit de l'église copte Notre-Dame et Saint-Michel (30° 05′ 49,77″ N, 31° 13′ 31,1″ E), devant des centaines de personnes, chrétiens comme musulmans. L'Église copte orthodoxe a officiellement reconnu ces apparitions comme d'authentiques manifestations de la Vierge.

## Historique
Dans la soirée du 10 au 11 décembre 2009, des passants remarquent que le dôme de l'église Notre-Dame-et-Saint-Michel du quartier d'Al-Warraq est éclairée d'une manière exceptionnelle. Dans une forme lumineuse bleuâtre, ils perçoivent une femme qu'ils identifient à Marie Mère de Dieu  tandis que les croix surmontant l'église dégagent une forte lumière. Rapidement, la foule se presse au point que 200 000 personnes, chrétiens comme musulmans, sont présentes vers deux heures du matin. 
Le phénomène se répète jusqu'au 22 décembre 2009. L'évènement est couvert par les médias égyptiens et même diffusé en direct sur Arabic TV channels.[réf. nécessaire]

## Reconnaissance de l’Église
Après une enquête pour constater l'authenticité de ce phénomène, n'ayant relevé aucune supercherie, l'Église copte orthodoxe, par un décret de Chenouda III d'Alexandrie, reconnait officiellement ces apparitions comme des manifestations de la Mère de Dieu.

## Articles liés
- Apparition mariale
- Notre-Dame de Zeitoun